# Dasypogon atratus
Dasypogon atratus är en tvåvingeart som först beskrevs av Fabricius 1794.  Dasypogon atratus ingår i släktet Dasypogon och familjen rovflugor. Inga underarter finns listade i Catalogue of Life.